# Монте-Видон-Коррадо
Монте-Видон-Коррадо (итал. Monte Vidon Corrado) —  коммуна в Италии, располагается в регионе Марке, в провинции Фермо.
Население составляет 790 человек (2008 г.), плотность населения составляет 134 чел./км². Занимает площадь 6 км². Почтовый индекс — 63020. Телефонный код — 0734.
Покровителем коммуны почитается святой Вит (San Vito di Lucania), празднование 15 июня.

## Демография
Динамика населения:

## Администрация коммуны
- Официальный сайт: https://web.archive.org/web/20100727121437/http://www.provincia.ap.it/Monte_Vidon_Corrado/